# Robert Crottet
Robert Crottet (* 23. November 1908 in Sankt Petersburg; † 4. Mai 1987 in Hamburg) war ein Schweizer Schriftsteller französischer Sprache. Seine bekanntesten Werke beruhen auf Erfahrungen, die er 1938 während eines Aufenthalts bei den Skoltsamen sammelte.

## Leben
Crottet, 1908 in Sankt Petersburg als Sohn einer Russin und eines Schweizers geboren, kam 1918 mit seiner Familie in die Schweiz. Er besuchte die Ecole de Commerce (Wirtschaftshochschule) in Genf und studierte danach moderne Sprachen und Psychologie an der Universität Basel.
Crottet lebte 1938 bei den Skoltsamen in Suonikylä (damals Nord-Finnland) und verbrachte bei ihnen ein ganzes Jahr. Beruhend auf dieser gemeinsamen Zeit verfasste er den Roman Maouno, den Reisebericht Am Rande der Tundra sowie die Sammlung Verzauberte Wälder mit Legenden aus Lappland. 
Aufgehalten durch den Ausbruch des Zweiten Weltkriegs hielt sich Crottet bis 1946 in Großbritannien auf. Nach dem Krieg litten die Skoltsamen an den Folgen der Enteignung bzw. Umsiedlung aufgrund einer Gebietsabtretung von Finnland an die Sowjetunion. Crottet organisierte in den darauffolgenden Jahren Hilfsmaßnahmen aus der Schweiz und UK heraus. Er kehrte immer wieder zu den Skoltsamen zurück und unterstützte sie beispielsweise mit dem Kauf neuer Rentiere. Auch setzte er sich für die Völker ein, als die Sowjetunion Gebietsansprüche geltend machte.   
Neben Romanen, Erzählungen und Kurzgeschichten schrieb Crottet auch Theaterstücke. Seine Bücher über die Legenden der Sami waren ein internationaler Erfolg. 1983 erschien seine Autobiografie Begegnungen. 
Crottet lebte in Hermance bei Genf. Er starb 1987 in Hamburg.

## Werke (Auswahl)
- Maouno: Eine Erzählung von Lappen und Renntieren. Atlantis-Verlag, Zürich 1940.
- Nordlicht. Geschichten und Legenden aus Lappland. Aus dem Französischen von Maria Honeit. Christian Wegner Verlag, Hamburg, 1963.
- Am Rande der Tundra: Tagebuch aus Lappland. Aus dem Französischen von Maria Honeit. Wegner, Hamburg 1966.
- Verzauberte Wälder. Geschichten und Legenden aus Lappland.  Aus dem Französischen von Maria Honeit. Nymphenburger Verlag, München 1978, ISBN 3-485-00269-0.
- Begegnungen. Aus dem Französischen von Roseli Bontjes van Beek. Nymphenburger, München 1983, ISBN 3-485-00445-6.